# フォカッチャ・ディ・レッコ

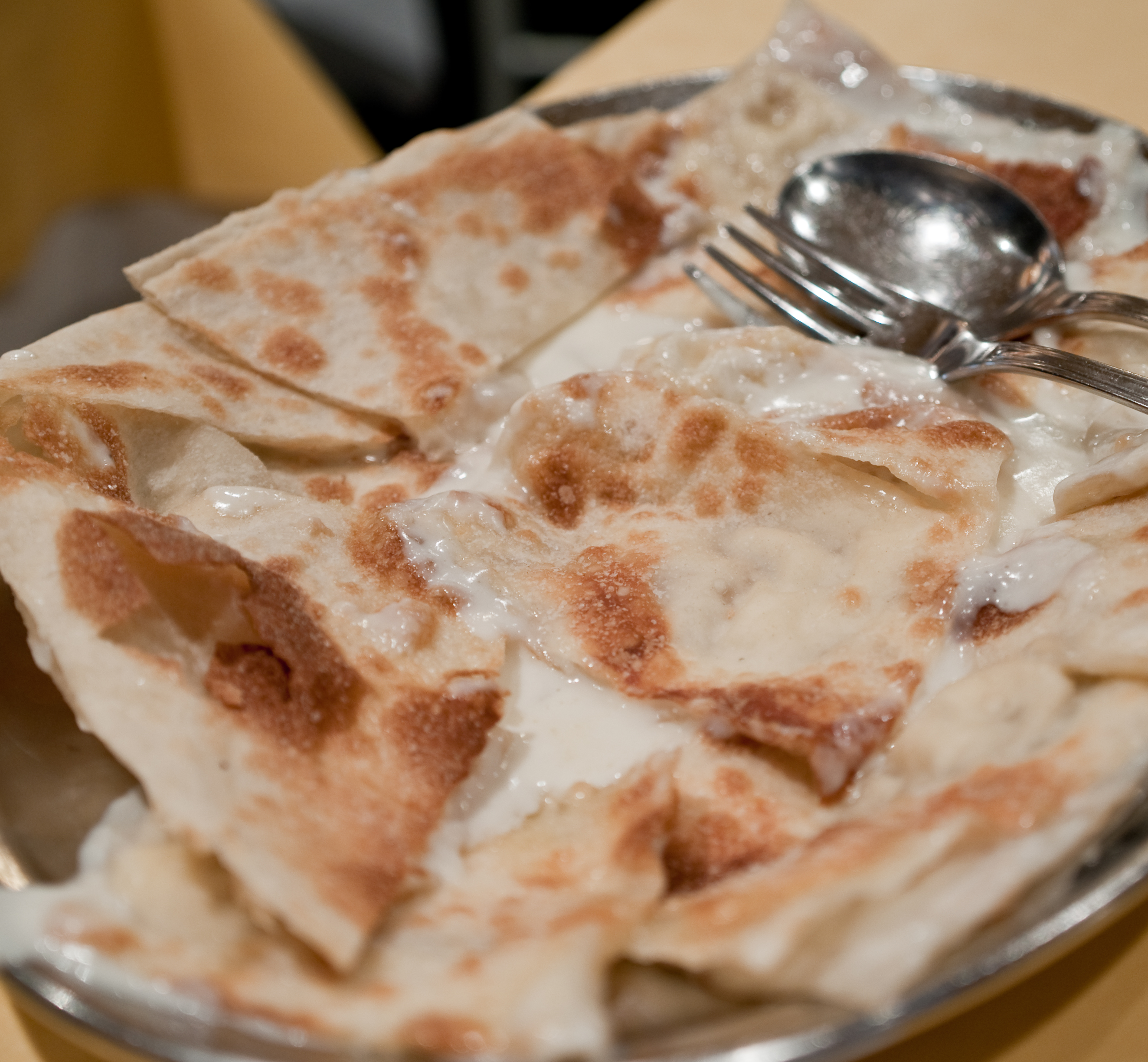
フォカッチャ・ディ・レッコの例

フォカッチャ・ディ・レッコ（イタリア語: Focaccia di Recco con il formaggio）は、イタリア・リグーリア州レッコの伝統料理。

## 概要
ストラッキーノチーズが入ったフォカッチャであるが、日本で知られる一般的なフォカッチャと異なり、イースト菌を用いないため、膨らんでいない。
薄く伸ばしたフォッカチャ生地にチーズを乗せ、別の薄生地で挟むようにしてから焼き上げる。

## フォカッチャ祭り
1955年より、レッコでは毎年5月の週末に「フォカッチャ祭り（Festa della focaccia di Recco）」が開催されている。
祭りの日は、1日を通じて伝統的なオリジナルのフォカッチャ・ディ・レッコとアレンジされたフォカッチャ・ディ・レッコとが無料で振る舞われる。

## 日本での普及
日本においては、ファミリーレストランチェーン店のサイゼリヤやガストでフォカッチャを提供するようになったことで、フォカッチャの認知度は高まったが、フォカッチャ・ディ・レッコはあまり知られていなかった。これにはフォカッチャ・ディ・レッコに用いるストラッキーノチーズが日本では安定的に入手できなかったことが理由に挙げられる。イタリアからの輸入が安定してきたことや、日本でも吉田牧場 (岡山県)などでストラッキーノチーズ生産を行うようになってきたことで、フォカッチャ・ディ・レッコを日本で提供する飲食店も現れるようになった。